# Chef de la Composante air (Belgique)
Chef de la Composante air de l'armée Belge (COMOPSAIR) est une fonction militaire en Belgique.
La nomination est fait, souvent d'un candidat avec grade Lieutenant général aviateur. Le Quartier Général se trouve à Evere, dans le Quartier de la Reine Elisabeth.

## Liste des Commandants de la composante aérienne
Le Commandant du commandement opérationnel de la Force aérienne est nommé par le Roi, et son Arrêté royal publie dans le Moniteur.
|           | Nom                                                | remarques               |
| --------- | -------------------------------------------------- | ----------------------- |
| 1911-1915 | Emile Mathieu                                      | 1er Chef                |
| 1915-1916 | Wahis                                              |                         |
| 1916-1920 | Van Crombrugge                                     |                         |
| 1920-1928 | Jules Smeyers                                      |                         |
| 1928-1933 | Gen. Gillieaux                                     |                         |
| 1933-1938 | Gen. Félix Isserentant                             |                         |
| 1938-1940 | Gen. Maj. Hiernaux                                 |                         |
| 1940-1945 | nihil                                              | 2e guerre mondiale      |
| 1946-1956 | Lucien Leboutte                                    |                         |
| 1956-1960 | Frans Burniaux                                     |                         |
| 1960-1963 | Albert Henry                                       |                         |
| 1963-1971 | Jean Ceuppens                                      |                         |
| 1971-1977 | Albert Debeche                                     |                         |
| 1977-1983 | Marcel de Smet                                     |                         |
| 1983-1985 | Yvon Dedeurwaerder                                 |                         |
| 1985-1988 | Jacques Lefebvre                                   |                         |
| 1989-1991 | Alexander Moriau                                   |                         |
| 1991-2000 | Lieutenant-Général Aviateur Guido van Hecke        |                         |
| 2000-2001 | Lieutenant-Général Aviateur Michel Mandl           |                         |
| 2001-2001 | Lieutenant-Général Aviateur Thierry Fontaine       |                         |
| 2001-2005 | Général-Major Aviateur Michel Audrit               |                         |
| 2006-2009 | Lieutenant-Général Aviateur Gérard Van Caelenberge | AdC du Roi              |
| 2009-2014 | Général-Major Aviateur Claude Van de Voorde        | devient chef de Cabinet |
| 2014-2020 | Général-Major Aviateur Frederik Vansina            | AdC du Roi              |
| 2020-2025 | Général-Major Aviateur Thierry Dupont              |                         |
| 2025-     | Général-Major Aviateur Geert De Decker             |                         |